# ستاری لوبوتنگ
ستاری لوبوتنگ (به لهستانی:  Stary Lubotyń) یک روستا در لهستان است که در گمینا ستار لوبوتنگ واقع شده‌است.